# Spadochronowe Mistrzostwa Śląska 2013
Spadochronowe Mistrzostwa Śląska 2013 – odbyły się 15 czerwca 2013 na lotnisku Gliwice. Gospodarzem Mistrzostw był Aeroklub Gliwicki, a organizatorem Sekcja Spadochronowa Aeroklubu Gliwickiego. Patronat nad Mistrzostwami sprawował Prezydent Miasta Gliwice i VII Oddział Związku Polskich Spadochroniarzy w Katowicach. Do dyspozycji skoczków był samolot An-2P SP-AOI. Skoki wykonywano z wysokości 1000 m i opóźnieniem 0–5 sekund. Spadochronowym Mistrzom Śląska 2013 nagrody wręczał i składał gratulacje Prezes VII Oddziału ZPS w Katowicach Kazimierz Stępniewski.

## Rozegrane kategorie
Mistrzostwa rozegrano w trzech kategoriach celności lądowania:
- spadochronów klasycznych
- spadochronów szybkich
- spadochronów szkolnych.

## Kierownictwo Mistrzostw
- Sędzia Główny Mistrzostw: Ryszard Koczorowski
- Kierownik Sportowy Jan Isielenis.

Źródło:

## Medaliści
Medalistów Spadochronowych Mistrzostw Śląska 2013 podano za: Jan Isielenis, Archiwum Sekcji Spadochronowej Aeroklubu Gliwickiego, 2013, s. 1–3.
| Konkurencja           | Złoto               | Srebro                | Brąz            |
| Spadochrony klasyczne | Robert Krawczak     | Irena Paczek–Krawczak | Jan Isielenis   |
| Spadochrony szybkie   | Przemysław Zdziech  | Wojciech Kielar       | Tymoteusz Tabor |
| Spadochrony szkolne   | Krzysztof Konopacki | Rafał Ratajczak       | Marcin Banaszak |

## Wyniki
Wyniki Spadochronowych Mistrzostw Śląska 2013 podano za: Jan Isielenis, Archiwum Sekcji Spadochronowej Aeroklubu Gliwickiego, 2013, s. 1–3.

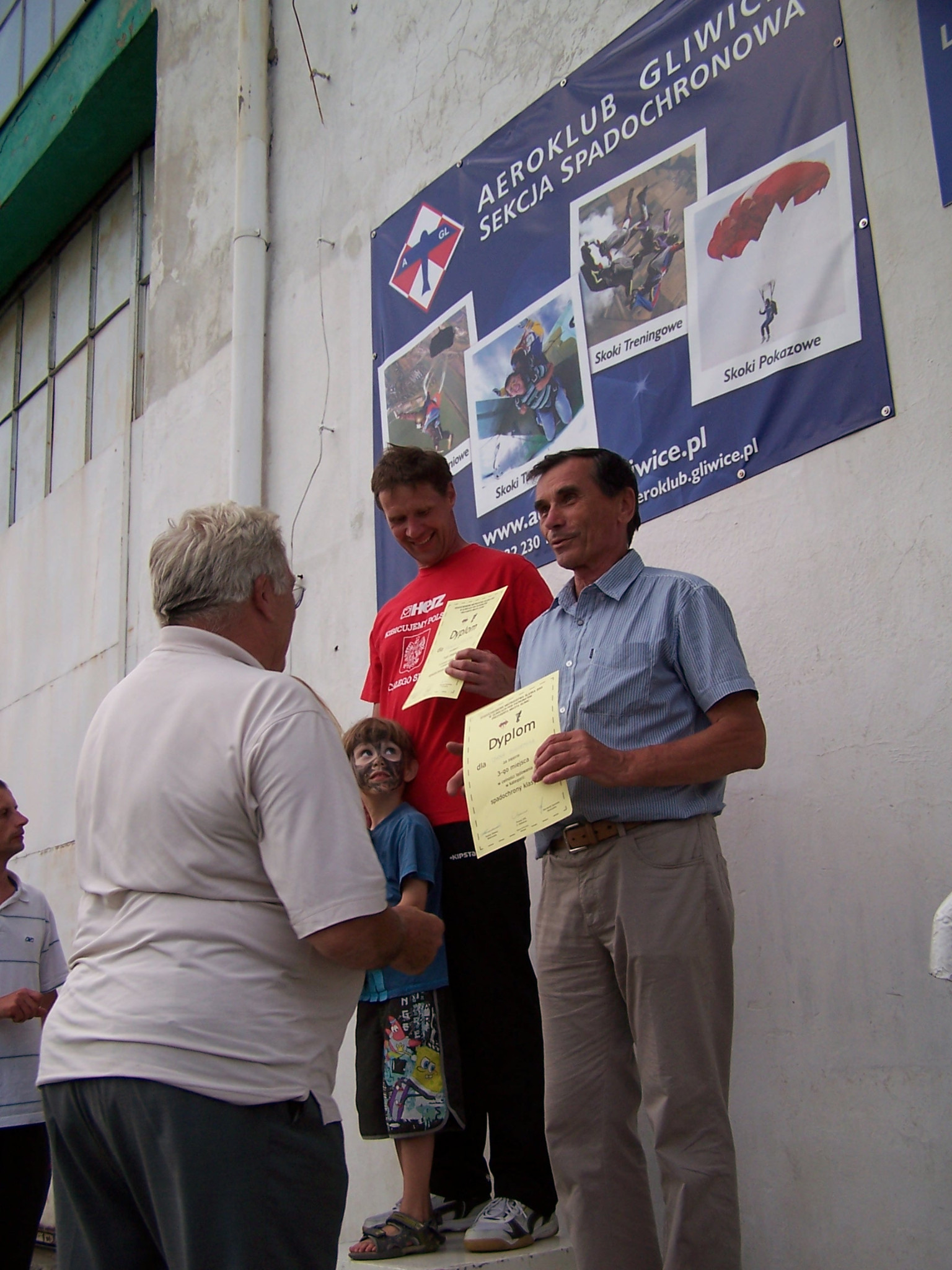
Wręczanie nagród – spadochrony klasyczne

W Mistrzostwach brało udział 23 zawodników  Polska.

### Klasyfikacja indywidualna (celność lądowania – spadochronyklasyczne)
| Miejsce | Imię i nazwisko       | Nota łączna | Drużyna           |
| 1.      | Robert Krawczak       | 0,12 m      | Gliwice           |
| 2.      | Irena Paczek–Krawczak | 0,20 m      | Gliwice           |
| 3.      | Jan Isielenis         | 1,36 m      | Aeroklub Gliwicki |
| 4.      | Robert Chamera        | 1,56 m      | Stalowa Wola      |
| 5.      | Krzysztof Gołda       | 4,00 m      | Jaworzno          |

### Klasyfikacja indywidualna (celność lądowania – spadochronyszybkie)

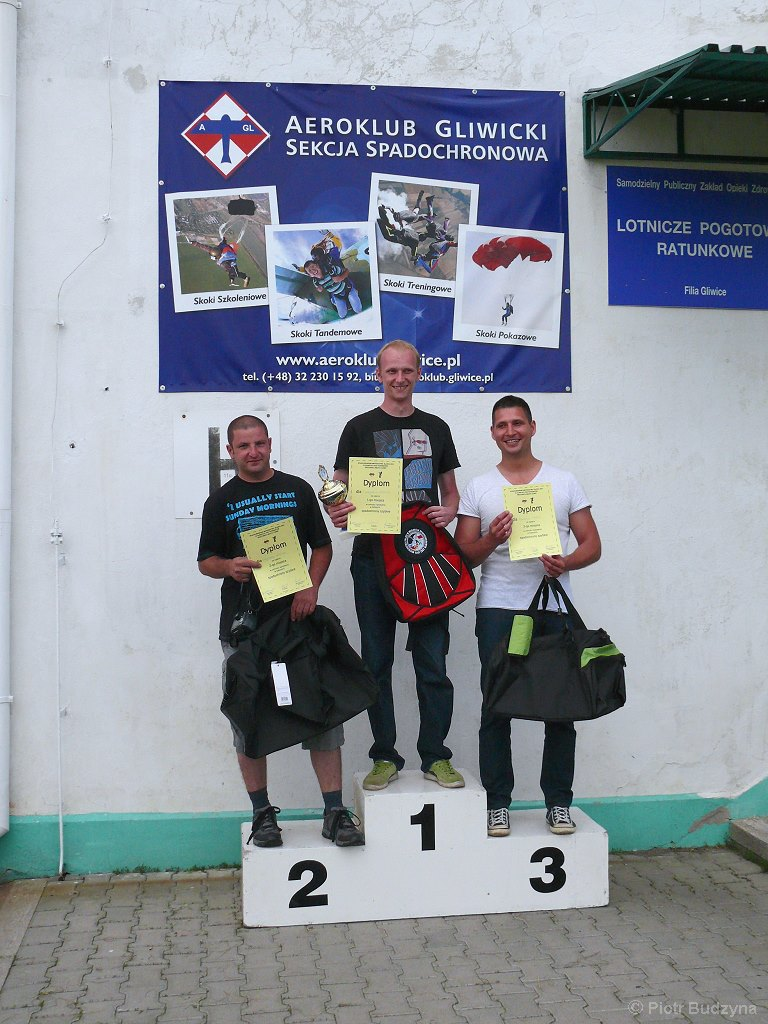
Wręczanie nagród – spadochrony szybkie

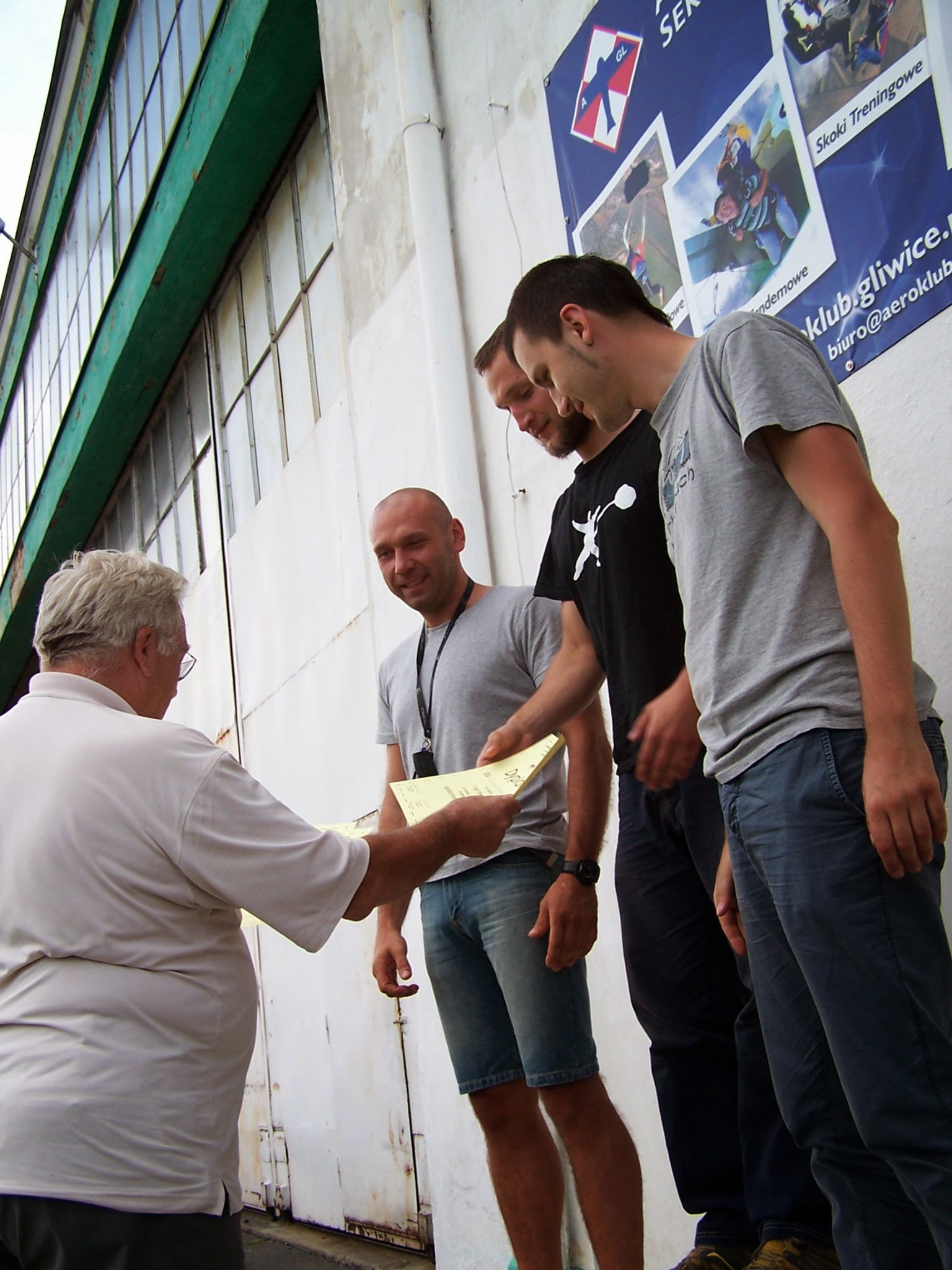
Wręczanie nagród – spadochrony szkolne

| Miejsce | Imię i nazwisko      | Nota łączna | Drużyna           |
| 1.      | Przemysław Zdziech   | 0,20 m      | Aeroklub Gliwicki |
| 2.      | Wojciech Kielar      | 0,25 m      | Aeroklub Gliwicki |
| 3.      | Tymoteusz Tabor      | 0,40 m      | Aeroklub Gliwicki |
| 4.      | Bartłomiej Ryś       | 8,55 m      | Aeroklub Gliwicki |
| 5.      | Krzysztof Wilk       | 13,52 m     | Aeroklub Gliwicki |
| 6.      | Rafał Duda           | 20,50 m     | Aeroklub Gliwicki |
| 7.      | Piotr Budzyna        | 21,06 m     | Aeroklub Gliwicki |
| 8.      | Dominik Grajner      | 22,88 m     | Aeroklub Gliwicki |
| 9.      | Leszek Tomanek       | 32,00 m     | Aeroklub Gliwicki |
| 10.     | Monika Locińska      | 36,00 m     | Aeroklub Gliwicki |
| 11.     | Jerzy Botor          | 43,50 m     | Aeroklub Gliwicki |
| 12.     | Włodzimierz Karsznia | 48,00 m     | Aeroklub Gliwicki |
| 13.     | Grzegorz Cichy       | 61,00 m     | Aeroklub Gliwicki |

### Klasyfikacja indywidualna (celność lądowania – spadochronyszkolne)
| Miejsce | Imię i nazwisko     | Nota łączna | Drużyna           |
| 1.      | Krzysztof Konopacki | 23 m        | Aeroklub Gliwicki |
| 2.      | Rafał Ratajczak     | 23 m        | Aeroklub Gliwicki |
| 3.      | Marcin Banaszak     | 29 m        | Aeroklub Gliwicki |
| 4.      | Mateusz Adamczyk    | 61 m        | Aeroklub Gliwicki |
| 5.      | Maciej Metyk        | 62 m        | Aeroklub Gliwicki |